# Un homme comme il faut
Pour plus de détails, voir Fiche technique et Distribution.
Un homme comme il faut est un film muet de Georges Méliès sorti en 1910.

## Fiche technique
- Réalisation, scénario et producteur : Georges Méliès
- Société de production : Star Film
- Sociétés de distribution : Star Film
- Pays de production : France
- Format : Muet - Noir et blanc
- Année de sortie : 1910